# Sono affari di famiglia
Sono affari di famiglia (Family Business) è un film del 1989 diretto da Sidney Lumet con protagonisti Sean Connery, Dustin Hoffman e Matthew Broderick.

## Trama
Jessie McMullen è un vedovo scozzese americano emigrato con la moglie siciliana a New York nel 1946. Adorabile canaglia, incorreggibile donnaiolo e ragazzo duro, Jessie è orgoglioso del suo passato criminale e del suo stile di vita. Ha cresciuto suo figlio Vito per seguire le sue orme, ma Vito si è sistemato a 21 anni quando è nato suo figlio Adam. Vito ora gestisce un fiorente magazzino di confezionamento della carne nella 12ma Avenue e si è lasciato alle spalle la sua vita criminale.
Vergognandosi del passato della sua famiglia, Vito ha sposato la sua fidanzata ebrea della classe media e ha cercato di dare un buon esempio al figlio, il che, nella sua mente, significa tenere Adam lontano dal suo nonno affascinante ma dalla mentalità criminale. Vito non capisce che questa strategia ha fallito; il mistero che circonda Jessie, unito alla sua rigorosa azione educativa, ha portato Adam a idolatrare suo nonno. Adam paga persino la cauzione, prendendola in prestito da Vito, una notte dopo che Jessie è stata accusato di aggressione durante una rissa in un bar-taverna.
Adam è al college con una borsa di studio scientifica e ha un futuro brillante. Tuttavia, sei mesi prima della laurea, abbandona gli studi, lamentandosi con Jessie che era già "entrato in un piano pensionistico e che avevano già pianificato il mio intero futuro". Così, quando svela un piano per un grande furto, suo nonno si impressiona, ma Vito è sorpreso e amaramente deluso. Avverte suo figlio di non insistere e gli dà persino uno schiaffo in un bar per far capire il punto. Questo spinge Adam ancora più vicino a suo nonno, che non vede l'ora di provare a guadagnare un milione di dollari.
Jesse rimprovera la fidanzata più grande di Adam durante il pranzo dopo aver sentito che sta facendo soldi sedendosi in sette appartamenti di lusso di New York di proprietà di malati di cancro terminali tramite un contatto in un ospedale oncologico, le spiega che è immorale derubare qualcuno legalmente senza correre rischi, definendola una parassita.
Jessie è ansioso di coinvolgere nuovamente il figlio riformato Vito nella rapina pianificata, definendo il piano "l'affare più dolce della mia vita". Più sente, più Vito è tentato di rinunciare alla vita sicura ma noiosa che si è ritagliato e tornare ai giorni selvaggi della sua giovinezza, rubando con Jessie. Così le tre generazioni di McMullen si imbarcano in un'ultima grande avventura criminale, "The Caper", con Vito che a malincuore dice di sì con la premessa che è lì per fare attenzione ad Adam lungo la strada.
Il piano è rubare preziose ricerche scientifiche da un laboratorio. Si ritorce contro in modo orribile quando, dopo aver apparentemente portato a termine la rapina con successo, Adam si dimentica di prendere un diario di bordo che è un prerequisito vitale per essere pagato il milione di dollari. Adam torna di corsa nell'edificio per recuperarlo, ma nella fretta fa scattare un allarme mentre esce. Vito e Jessie possono solo guardare impotenti da lontano mentre Adam viene catturato dalla polizia. All'ultimo minuto, Adam riesce a lanciare il diario di bordo oltre una recinzione che viene recuperato da Jessie e Vito nell'auto per la fuga.
Vito ha il cuore spezzato e teme che sua moglie Elaine scopra cosa è successo. Lui e Jessie assumono un costoso avvocato imbroglione per la difesa di Adam, ma gli viene detto che l'unico modo per Adam di evitare una condanna a 15 anni è rinunciare ai suoi due complici misteriosi e alla "merce" presa durante la rapina. La moglie di Vito gli ordina con rabbia di arrendersi insieme a Jessie, qualunque cosa serva, per ottenere una pena ridotta per il suo caro figlio Adam. Vito individua le fiale rubate dal laboratorio che l'amante di Jessie, Margie, ha tenuto al sicuro, Margie gli ha detto di "tirare quel ragazzo fuori di prigione".
Scoprendo che la ricerca scientifica che hanno rubato era stata falsificata dalla società per acquistare altri sei mesi di tempo di ricerca, Jessie rintraccia l'ex professore di Adam Jimmy Chu (che aveva ingannato Adam vendendogli l'idea della rapina) e fa pagare Chu. lui. Un Vito avvilito, nel frattempo, cede al suggerimento della moglie di consegnare se stesso e Jessie. Consegna la merce rubata, dopodiché Jessie viene presa in custodia.
In tribunale un giudice ritiene che tutti e tre i McMullen siano colpevoli, ma, dopo aver generosamente messo sia Vito che Adam in libertà vigilata, punisce severamente Jessie, dandogli una condanna a 15 anni, equivalente alla sua età a una condanna all'ergastolo oppure a una condanna a morte.
Adam fa visita devotamente a Jessie in prigione mentre bandisce Vito dalla sua vita. Le spiegazioni di Vito secondo cui ha fatto quello che ha fatto per il bene di Adam cadono nel vuoto. Adam lo definisce un "pezzo di spazzatura" e lo critica per aver "fatto trapelare tuo padre".
Adam dice con sicurezza che è fuori dai piedi, Vito e Jesse risponde, ma puoi liberarti da me adesso?
Jessie muore in prigione, ma non prima di aver detto ad Adam che ha speso tutti i soldi che Jimmy Chu gli ha pagato per stare zitto, e non ne ha condiviso nemmeno uno con lui, perché potrebbe essere andato in prigione e pensava di avere un po' di vigore arrivando a lui. Dopo aver sentito che Jesse sta morendo, Vito tenta freneticamente di vedere Jesse un'ultima volta, ma è in ritardo di pochi minuti per salutarlo perché Jesse è morto quel giorno. Mentre il corpo viene portato via, Vito tenta di correre disperatamente lungo un lungo corridoio per cercare di intercettare il corpo nel suo cammino verso l'obitorio. Non riesce per pochi secondi mentre le porte elettroniche si chiudono e Vito scoppia in lacrime singhiozzando. l'occasione perduta di salutarlo
Vito e Adam alla fine fanno pace mesi dopo. Vito concorda con Adam sul fatto che la cosa più divertente che hanno avuto come famiglia è stato il colpo. Insieme, danno a Jessie un grande saluto, spargendo le sue ceneri dal tetto della casa d'infanzia di Vito, a Hells Kitchen, mentre Danny Boy suona.

## Curiosità
- Pur interpretando padre e figlio, Sean Connery e Dustin Hoffman hanno soltanto sette anni di differenza uno dall'altro (sono nati rispettivamente nel 1930 e nel 1937).